# Fractura distal del radio
La  fractura distal del radio  es una fractura común del radio. Debido a su proximidad con la articulación de la muñeca, esta lesión se suele llamar fractura de muñeca. El tratamiento suele ser con la inmovilización, aunque la cirugía es a veces necesaria para las fracturas complejas. Es una de las fracturas más comunes en muchas poblaciones predominantemente blancas y de edad avanzada. Se ha calculado que una mujer blanca de 50 años de los EE. UU. o del norte de Europa tiene un riesgo de presentar una fractura distal de radio durante su vida del 15 %; mientras que un hombre blanco de la misma edad tiene un riesgo durante su vida de un poco más del 2 %.
La mayoría de las fracturas distales de radio en personas de edad avanzada son causadas por traumatismos de bajo impacto, como una caída desde la posición de parado o incluso desde una posición más baja. En adultos más jóvenes, estas lesiones se producen a partir de traumatismos más importantes, como accidentes de tráfico. El patrón de incidencia refleja una pérdida ósea por osteoporosis en personas de edad avanzada, así como también un aumento en el número de caídas en mujeres de avanzada edad.
Generalmente son fracturas cerradas y casi siempre se observa desplazamiento de los fragmentos óseos. Pueden ser extraarticulares (dejan intacta la superficie articular del radio distal) o intraarticulares (la superficie articular está interrumpida). Se han desarrollado numerosas clasificaciones para definir y agrupar los diferentes patrones de fractura. Las más comúnmente utilizadas son las clasificaciones simples, basadas en la apariencia clínica, a menudo denominadas con el nombre de las personas que las describieron. En particular, aún se denomina "fractura de Colles" a la fractura con una deformidad clínica típica y evidente (frecuentemente denominada deformidad "en dorso de tenedor") de desplazamiento dorsal, angulación dorsal, conminución dorsal (fragmentación) y acortamiento radial.
Los tipos específicos de fractura distal del radio son la fractura de Colles, fractura de Goyrand, o Smith (o Colles invertida), fractura de Rhea Barton (marginal posterior), fractura de Letenneur (o Rhea Barton invertida), fractura de Destot; fractura de Hutchinson (del apófisis estiloide radial), y asociadas a otras lesiones: fractura de Essex-Lopresti, fractura de Galeazzi, fractura de Gerard-Marchand.
La mayoría de estos nombres se aplican a los patrones específicos de la fractura distal del radio, pero hay confusión porque la "fractura de Colles" se utiliza como un término genérico para la fractura distal del radio.